# Rolando Serrano
Pour les articles homonymes, voir Serrano.
José Rolando Serrano Lázaro, né le 13 novembre 1938 à Pamplona en Colombie et mort le 13 juin 2022, est un joueur de football international colombien, qui évoluait au poste de milieu de terrain, avant de devenir ensuite entraîneur.
Avec l'équipe nationale, il a joué la Coupe du monde 1962 et la Copa América de 1963.

## Biographie

### Carrière de joueur

#### Carrière en club
Il a joué 165 matches pour Cúcuta Deportivo au poste de milieu de terrain, marquant 7 buts.

#### Carrière en sélection
Avec l'équipe de Colombie, il joue 7 matchs (pour aucun but inscrit) entre 1957 et 1962[réf. nécessaire]. 
Il figure dans le groupe des sélectionnés lors de la Coupe du monde de 1962. Lors du mondial organisé au Chili, il joue deux matchs : contre l'URSS et la Yougoslavie.
Il participe également à la Copa América de 1963.

## Famille
Il est le grand-père de Camila Osorio, joueuse de tennis née en 2001. Elle atteint son meilleur classement (33e mondiale) en 2022, gagne son premier titre WTA à Bogota. Elle représente la Colombie aux Jeux olympiques d'été de 2020 à Tokyo.